# Korneliya Ninova
Pour les articles homonymes, voir Ninova.
Korneliya Petrova Ninova (en bulgare : Корнелия Петрова Нинова), née le 16 janvier 1969 à Krushovitsa (Bulgarie), est une femme politique bulgare. Députée à l'Assemblée nationale, elle est présidente du Parti socialiste bulgare depuis 2016.
En décembre 2021, elle devient vice-première ministre et ministre de l'Économie et de l'Industrie au sein du gouvernement de Kiril Petkov.

## Source
- (en) Cet article est partiellement ou en totalité issu de l’article de Wikipédia en anglais intitulé « Korneliya Ninova » (voir la liste des auteurs).